# إحسان النص
محمد إحسان النص (1340- 1433 هـ / 1921- 2012 م) باحث ومحقِّق سوري في الأدب القديم عمومًا والأدب الأموي خصوصًا، وفي أنساب العرب، وكاتب أديب، وشاعر غير مُكثِر. تلقَّى تعليمه الجامعي والعالي في جامعة القاهرة، وعمل أستاذًا في كلية الآداب بجامعة دمشق، وعميدًا للكلية. وتولَّى منصبَ نائب رئيس مجمع اللغة العربية بدمشق، من عام 1993 إلى 2005. وهو عضو في مجمع اللغة العربية بالقاهرة، وكان متقنًا للغة الفرنسية، وعلى اطِّلاع واسع على أدبها. وهو الأخ الأصغر للدكتور عزة النص.

## ولادته وتحصيله
ولد أبو إياد، محمد إحسان بن صالح بن عبد الله النَّصّ في حيِّ القيمرية بدمشق، عام 1340هـ/ 1921م، لأسرة دمشقية قديمة عُرفت بالعلم والفضل والتجارة، قدِمَ أجدادها من إدلب. وكان ثالثَ ثلاثة من الإخوة، ورابعَ ستة من الإخوة والأخوات.
تلقَّى تعليمه الابتدائي في المدرسة السَّفَرْجَلانية الخاصَّة التي أنشأها الشيخ محمد عيد السَّفَرْجَلاني، ثم في مدرسة الملك الظاهر الحكومية، ونال شهادتها عام 1934. وبدأ دراستَه الثانوية في مكتب عنبر، وأتمَّها في التجهيز الأولى (جودة الهاشمي)، ونال شهادة الثانوية (البكالوريا الأولى) فرع الفلسفة سنة 1940، و(البكالوريا الثانية) سنة 1941، وكان ترتيبه الأولَ على طلَّاب القطر السوري جميعًا. ومن زملائه في سنته الأخيرة شاكر الفحَّام، وعبد الرحمن مارديني.
في أثناء دراسته الثانوية أولعَ باللغة العربية وآدابها، وحفظ الكثير من الشعر، وكان يحرِّر بنفسه مجلةً بخطِّ يده، ويُعنى بتلخيص أمَّات الكتب الأدبية وفي مقدِّمتها "كتاب الأغاني" لأبي الفرج الأصفهاني، وينشر مقالات في "مجلة سمير الطلبة" الدمشقية، ويرسل قصائدَ إلى "مجلة الأمالي" البيروتية التي كان يُشرف عليها عمر فروخ، ونشر مقالةً بعنوان "بين الجاحظ وفولتير" في "مجلة الثقافة" المصرية التي كان يُصدرها أحمد أمين. وكذلك أحبَّ اللغة الفرنسية وأتقنها وقرأ في آدابها.
رغب في التخصُّص في آداب اللغة العربية، ولكنَّ أبواب دراسة الأدب كانت مغلقةً حينئذ، فلم يكن في الجامعة السورية سوى كليتين، هما كلية الحقوق وكلية الطب؛ فالتحقَ بكلية الحقوق ودرس فيها سنتين، ولكن لم يلبث أن سنحت له فرصةُ الابتعاث لدراسة الآداب، فتقدَّم سنة 1942 لمسابقة أقامتها وِزارة المعارف السورية لإيفاد طلَّاب لدراسة الأدب العربي في مصر، وكان الناجحون أربعةً فقط، وهو الأول عليهم، ومنهم زميله شاكر الفحَّام. فأوفد إلى جامعة فؤاد الأول (جامعة القاهرة)، وهناك تخرَّج بكبار أساتذتها وأعلام الأدب والفكر فيها، ونال الإجازة (بكالوريوس) في الأدب العربي بدرجة ممتاز مع مرتبة الشرف، سنة 1946، وكان الأولَ على طلَّاب دفعته. وقُرِّر ابتعاثه إلى فرنسا لمتابعة دراسته العليا، ولكن حالت دون ذلك ظروفُ الحرب العالمية الثانية.
واستُقبل الطلابُ السوريون الموفَدون إلى مصر ابتداءً بشيء من التعالي، إذ كان بعضُ أساتذتهم ومنهم عبد اللطيف حمزة يظنهم دون المصريين في اللغة، ولكن بعد مرور أشهر على الدراسة اعتذر إليهم، وأيقن أنهم متفوِّقون لغويًّا ويفوقون الطلاب المصريين المُتقنين. ولم تكن مكافأة الابتعاث تكفيهم، فساعدهم أساتذتُهم المصريون وأدخلوهم في بيت الطلبة مجَّانًا بلا مقابل.
في سنة 1956 أُوفد مرَّة أُخرى إلى جامعة القاهرة، عقب العدوان الثلاثي على مصر، صُحبةَ زميله شاكر الفحام أيضًا، لمتابعة الدراسة؛ فنال شهادة (ماجستير) بالأدب العربي سنة 1959 بدرجة ممتاز مع مرتبة الشرف، وموضوع رسالته "الخطابة في العصر الأموي"، بإشراف الدكتور شوقي ضيف. ثم شهادة (دكتوراه) بمرتبة الشرف الأولى سنة 1962، وعنوان أطروحته "العصبية القبلية وأثرها في الشعر الأموي"، بإشراف شوقي ضيف أيضًا.

## أساتذته

#### في مكتب عنبر
- عبد القادر المبارك
- محمد البِزِم
- محمد سليم الجُندي

#### في مدرسة التجهيز
- زكي المحاسني
- جميل سلطان

#### في جامعة القاهرة
- طه حسين.
- أحمد أمين.
- شوقي ضيف.
- أمين الخَولي.
- عبد الوهَّاب عزَّام.
- مصطفى السقَّا.[6]
- أحمد الشايب.
- سهير القلماوي.
- عبد اللطيف حمزة.[10]

## عمله ووظائفه
بدأ العمل في وقت مبكِّر من عمره، فبعد حصوله على شهادة الدراسة الثانوية عام 1940 عُيِّن رئيسًا لديوان الترجمة لدى المستشار الفرنسي في وِزارة الإعاشة. ثم بعد نيله الإجازة الجامعية عام 1946 عاد إلى سورية مدرِّسًا للأدب العربي وعلوم العربية عشر سنين في المدارس الثانوية، وتولَّى إدارة ثانوية جول جمَّال بدمشق. ألَّف في أثناء ذلك 13 كتابًا مدرسيًّا لطلاب المرحلة الثانوية في الأدب والمطالعة وتحليل النصوص والنحو والبلاغة والعَروض، تفرَّد بتأليف معظمها وشارك في تأليف قليل منها. وأنشأ في هذه السنوات "النادي القومي"، ثم أنشأ مع بعض زملائه "دار الثقافة" التي أقبل عليها الطلاب في ذلك العهد إقبالًا كبيرًا.
ثم بعد حصوله على الدكتوراه عُين عام 1963 مدرِّسًا للأدب العربي في كلية الآداب بجامعة دمشق، ورُقِّيَ عام 1966 إلى مرتبة أستاذ مساعد. واستحكمت صلته برئيس قسم اللغة العربية الأستاذ سعيد الأفغاني الذي أُعجِب بكفايته وحُسن تحصيله وتدريسه.
في سنة 1967 جاءه عرضٌ للعمل في جامعةٍ سعودية براتب مغرٍ، لكنه آثر السفر إلى الجزائر للمشاركة في حركة التعريب، فدرَّس الآداب في جامعتها ستَّ سنوات إلى عام 1973، وأسهم فيها إسهامًا كبيرًا في تعريب المقرَّرات، ولقي صعوبات جمَّة ومتاعب مزعجة من أعداء التعريب المُتفَرنسين. وكان زميله الدكتور شاكر الفحام قد عُيِّن سفيرًا لسورية في الجزائر منذ 1964 إلى 1968، وصار الأبَ الروحي للتعريب هناك، ورشَّح لوزير التربية الجزائري أحمد طالب الإبراهيمي نخبةً من أساتذة جامعة دمشق ووزِارة التربية السورية لتعزيز التعريب، وعلى رأسهم إحسان النص، وشكري فيصل، وأسعد الدرقاوي، وبديع الكسم، وليلى الصباغ، وعبد الكريم الأشتر، ومحمود الرَّدَّاوي. ثم تبعهم جودة الركابي، ورضوان الداية، ومحمود الرِّبْداوي. وأشرف النص في جامعة الجزائر على طلاب الدراسات العليا، بالتعاون مع بعض زملائه ومنهم الربداوي، وأسهما في تكوين طلاب تسلَّموا فيما بعدُ مراكزَ مرموقة. وربطته صلاتٌ وثيقة ببعض أعلام الجزائر من أمثال أحمد طالب الإبراهيمي، وعبد الحميد مهري، ومحمد الميلي.
ثم رجع إلى دمشق عام 1973، مدرِّسًا في قسم اللغة العربية بكلية الآداب، ورُقِّي إلى مرتبة أستاذ (بروفسور) سنة 1975. واختير عميدًا لكلية الآداب سنة 1978م، وظلَّ يشغل هذا المنصبَ حتى استقال سنة 1979. وكان استنجد به الدكتور صبحي الصالح للتدريس في الجامعة اللبنانية، من عام 1977 إلى 1979، في أيام الحرب الأهلية بلبنان، فكان يذهب كل يوم جمعة للتدريس في بيروت، وهو يوم عطلة في سورية ودوام في لبنان، تحت أزيز الرصاص ودوي القذائف، وبصحبته كلٌّ من عبد الكريم الأشتر، ومحمود الربداوي، وأحمد طربين.
انتقل إلى دولة الكويت للتدريس في كلية الآداب بجامعة الكويت، وأمضى فيها عشر سنين من 1979 إلى 1989، وتولَّى مناصبَ إدارية فيها، منها رئاسة قسم اللغة العربية. ولمَّا عاد إلى دمشق رأسَ قسم الحضارة العربية في "هيئة الموسوعة العربية" من عام 1990، وكان عضوًا في مجلس إدارة الموسوعة. وأكمل بعمله ما كانت بدأته الدكتورة ليلى الصباغ، والدكتور مازن المبارك. وترك أثرًا واضحًا في قسم الحضارة بإشرافه على انتقاء مداخل الموسوعة الخاصَّة بالقسم، وتكليف الباحثين المختصِّين، ومراجعة المقالات والبحوث وتقويمها. فضلًا عمَّا أعدَّه من بحوث وكتبه من موضوعات للموسوعة. واستمرَّ في عمله هذا حتى عام 2001، حين فضَّل التفرُّغَ لأعمال المجمع، وخلَفَه في رئاسة قسم الحضارة العربية في الموسوعة الدكتورة نجدة خمَّاش.

## في مجمع الخالدين
انتُخب إحسان النص عضوًا عاملًا في مجمع اللغة العربية بدمشق، في الجلسة المنعقدة بتاريخ 15 مارس (آذار) 1979، خلَفًا للدكتور عارف النَّكَدي، وصدر مرسوم تعيينه بتاريخ 4 أبريل (نَيْسان) 1979، وأقيمت حفلة استقباله في المَجمَع بتاريخ 14 يونيو (حَزِيران) 1989، وقد تأخَّرت عشر سنين بسبب إقامته في الكويت أستاذًا في جامعتها.
عُيِّن نائبًا لرئيس المجمع الدكتور شاكر الفحَّام، في 5 يونيو (حَزِيران) 1993، وهو بذلك النائبُ السابع في تاريخ المجمع، وظلَّ يشغل هذا المنصبَ حتى 25 مايو (أيَّار) 2005، وخلَفَه في المنصب الدكتور مروان المحاسني.
شارك الدكتور النص زملاءه في المجمع في أعمال لجنة اللغة العربية وأصول النحو، ولجنة المعجمات اللغوية، ولجنة المجلة والمطبوعات، ولجنة تقويم عمل مجلس المجمع ولجانه، ولجنة متابعة توصيات مؤتمرات المجمع وقراراته، ولجنة النشاط الثقافي، ولجنة مَنْح الجوائز.

### نشاطه المجمعي
شارك محمد إحسان النص في بعض مؤتمرات المجمع وندَواته، منها:
- المؤتمر السنوي الثاني للمجمع، (اللغة العربية في مواجهة المخاطر) سنة 2003، وألقى فيه محاضرة بعنوان: حول المعجم التاريخي للغة العربية.
- المؤتمر السنوي الثامن للمجمع (نحو رؤية معاصرة للتراث) سنة 2009، وألقى فيه محاضرة بعنوان: التراث العلمي والأدبي، كتاب الحَيَوان للجاحظ أنموذجًا.
- ندوة (دراسة المُعجَمات) سنة 1994، ناقش فيها مصطلحات "معجم الفنون التشكيلية".

ألقى في المجمع محاضرتين:
- حديث الدارَين العادلية والظاهرية عام 1996.
- الأساطير في الشعر العربي القديم عام 2008.[16]

نشر له المجمع في مجلته أحدَ عشرَ بحثًا عن كتب الأنساب العربية، وثلاثة أبحاث عن الحسن بن أحمد الهَمْداني وكتابه "الإكليل"، وبحثًا عن مصنَّفات اللغويين العرب في خَلْق الإنسان، وغيرها من مقالات لغوية.
اختير الدكتور إحسان النص عضوًا عاملًا في مجمع اللغة العربية في القاهرة خلَفًا للأستاذ سعيد الأفغاني سنة 2000، وعُين عضوًا في مجلس اتحاد المجامع اللغوية العلمية العربية، ومقرِّرًا للجنة المعجم التاريخي للغة العربية.
ومن البحوث التي شارك بها في مؤتمرات مجمع القاهرة، ونُشرت في مجلة المجمع المصري:
- نظرات في كتاب "رد العامِّي إلى الفصيح" للشيخ أحمد رضا العاملي.
- نظرات في كتاب "لغة الجرائد" للشيخ إبراهيم اليازجي.
- أثر الشعراء والنقَّاد الغربيين في شعرائنا ونقَّادنا في تحليل النص الأدبي.[19]

## كتبه وآثاره

1. الرائد في الأدب العربي، لطلاب الصف الخامس الإعدادي بفروعه الثلاثة الأدبي والعلمي والنسوي، بالاشتراك مع خليل هنداوي وعمر يحيى، المطبعة الهاشمية، دمشق، 1948.
2. الأدب والنصوص، لطلاب الصف العاشر في مدارس الجمهورية العربية المتحدة، 1959، بالاشتراك مع شاكر الفحام، وثلاثة أساتذة مصريين.[8]
3. الخَطابة في العصر الأموي (رسالة الماجستير)، دار المعارف بالقاهرة، 1963. ط2، دار الفكر بدمشق، 1969 بعنوان الخطابة السياسية في عصر بني أمية.
4. العصبية القبلية وأثرها في الشعر الأموي (رسالة الدكتوراه)، دار اليقظة العربية للتأليف والترجمة والنشر ببيروت، 1963م، ودار الفكر بدمشق، ط2، 1973.
5. حسَّان بن ثابت حياته وشعره، دمشق، 1965م، دار الفكر بدمشق، 1985.
6. زهير بن أبي سُلمى حياته وشعره، دار الفكر بدمشق، 1973، ط2، 1985.
7. الشعر السياسي في عصر بني أمية، دمشق، 1976.
8. الغزَل في العصر الأموي، دمشق، 1977.
9. اختيارات من كتاب الأغاني لأبي الفرج الأصفهاني (6 أجزاء)، مؤسسة الرسالة ببيروت، 1979- 1985.
10. قبيلة إياد منذ العصر الجاهلي حتى العصر الأموي، حوليات كلية الآداب، جامعة الكويت، 1986.[20]
11. العبَّاس بن الأحنف حياته وشعره، 1999.
12. كتاب القبائل العربية: أنسابها وأعلامها (مجلَّدان)، مؤسسة الرسالة ببيروت، 2000. وذكر أن كتابه هذا هو أعظم كتبه وأهمُّها، وأنه فريد ولم يوضَع مثلُه.[21]
13. كتب الأنساب العربية، مطبوعات مجمع اللغة العربية بدمشق، 2001.
14. قواعد الإملاء،[ه] مطبوعات مجمع اللغة العربية بدمشق، 1425هـ/ 2004م. ط2، 2010.[21]
15. كتاب الأنساب، لسلمة بن مسلم العوتبي الصحاري (تحقيق) (مجلَّدان)، وِزارة الثقافة بسلطنة عُمان، ط4، 1427هـ/ 2006م.[12]
16. قضايا ومواقف: سيرة ذاتية ثقافية، الهيئة العامَّة السورية للكتاب، 2010.[9]

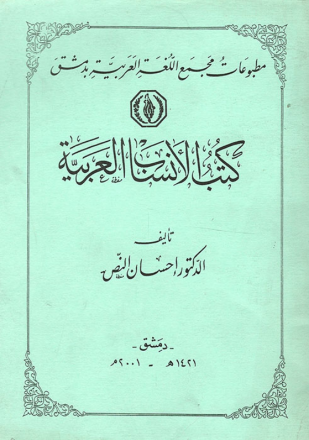

17. ديوان ابن زيدون (تحقيق).[11]

### بحوثه ومقالاته
نشر الكثير من البحوث والمقالات، في كُبرَيات الموسوعات والمجلات والصُّحف، من ذلك:
- الموسوعة العربية، نشر فيها 25 بحثًا، منها: إرم ذات العِماد، أيام العرب في الجاهلية، الأَحْوَص، البَعِيث خِداش بن بِشْر، عَمرو بن بانة، ثابت قُطْنة، جَرير بن عَطية، جَميل بُثَينة، بكر بن وائل، قبيلة بَجِيلة، قبيلة تَغْلِب، قبيلة تَمِيم، قبيلة ثَقِيف، قبيلة جُرْهُم.
- موسوعة أعلام العرب والإسلام، من بحوثه فيها: ابن قُتَيبة، أبو الفرج الأصفهاني، عبد الرزاق البَيطار، محمد كُرْد عَلي.[22]
- مجلة مجمع اللغة العربية بدمشق، نشر فيها 36 مقالًا، فيما بين 1986 و2010.
- جريدة تشرين، نشر فيها 40 مقالًا.
- دراسات عربية وإسلامية مُهداة إلى أديب العربية الكبير أبي فهر محمود محمد شاكر بمناسبة بلوغه السبعين، كتاب تذكاري، شارك فيه ببحث عنوانه: نموذج في تحقيق المَرويَّات.
- نازك الملائكة دراسات في الشعر والشاعرة، كتاب تذكاري، صدر عن كلية الآداب بجامعة الكويت، شارك فيه ببحث عنوانه: الوتر الحزين في شعر نازك الملائكة.[23]

- نشر في عدد من المجلات والصحف، منها: المجلة العربية للعلوم الإنسانية بالكويت، حوليات كلية الآداب بجامعة الكويت، مجلة المعرفة بدمشق، مجلة البيان بالكويت، مجلة التراث العربي بدمشق، مجلة الثقافة بدمشق، مجلة المجاهد الثقافي بالجزائر، مجلة معهد الدراسات العليا بالجزائر، مجلة العرب بالسعودية، مجلة المعلِّم العربي بدمشق، مجلة دراسات تاريخية، مجلة الأسبوع الأدبي عن اتحاد الكتَّاب العرب بدمشق، جريدة البعث، جريدة الثورة.[24]
- من مقالاته في الجزائر: التخطيط الثقافي في الوطن العربي، مع صالح الخرفي في أطلس المعجزات، نحو معجم عربي حديث، الوحدة في مفهوم الفن.
- أبو حيان التوحيدي: دراسة لمواقفه وآرائه في مختلِف آثاره، المجلة العربية للعلوم الإنسانية بالكويت.

## صفاته
- وصفه الأستاذ عبد الغني العطري بقوله: «إحسان النص واحدٌ من علمائنا ومفكرينا البارزين، كان في شتَّى مراحل حياته من الأوائل والمتفوِّقين، أسهم بتعريب الجامعة الجزائرية بعد غربتها الطويلة، وسيرته حافلة بالنضال العلمي، والجهاد الأدبي».[5]
- أبان زميله الدكتور شاكر الفحام عن كريم صفاته من قديم قائلًا: «عُرف النص في دراسته بالجد والاجتهاد، فكان الأولَ أبدًا على رفاقه. وكان مولعًا بالترتيب والإتقان، ومحبة الإجادة في كل شيء. وظلَّت هذه الصفاتُ تُرافقه طَوالَ حياته؛ فكان في الجامعة أيضًا مضرب المثل بين الطلاب في دقته، وجَودة تلخيصه لأمالي أساتذته، وحُسن ترتيبه لكراريسه، وجمال خطِّه.[25] صحِبتُ الدكتور إحسان أربع سنوات على مقاعد الدرس بجامعة القاهرة، كانت من أمتع أيام عمري. عرفته عن قُرب، وخَبَرتُ من أخلاقه وصفاته وجميل سَجاياه ما أحلَّه من نفسي المحلَّ الأول؛ فهو صديق العمر، ورفيق الدراسة، تلاقينا فلم نفترق، وتعارفنا فلم نختلف، ومضت الأيام تزيدنا ودًّا ومحبة».[8]
- تحدَّث الدكتور مروان المحاسني عن إنتاجه الأدبي والفكري والثقافي، فقال: «ترك إحسان النص نتاجًا فكريًّا غزيرًا، يتميَّز بانتمائه إلى حقول معرفية مختلفة.. وإن بحوثه المنشورة في مجلة المجمع، والموسوعة العربية، وفي بعض الصُّحُف والمجلات الثقافية، وكذلك محاضراته، تسترعي الانتباهَ إلى ميول وتوجُّهات فكرية غير محصورة في المجال الأدبي البَحْت، فقد غلبت على موضوعات بحوثه هذه اهتماماتٌ ثقافية متعدِّدة، في حقول مختلفة ترتبط ارتباطًا وثيقًا بالتراث العربي، وتسودُها نفحة تاريخية.. ويجب أن تسجَّل إسهاماتُه في موضوعات تنضوي تحت لواء علم الاجتماع، تأكيدًا لانفتاحه على الثقافة الاجتماعية العربية.. ومن اللافت في إنتاجه الفكري تلك النظرةُ الفلسفية التي ألقاها على موضوعات حياتية، قليلًا ما يهتمُّ بها أساتذةُ الأدب العربي».[7]

## أسرته
تزوَّج إحسان النص ورُزقَ أربعة أولاد؛ ابنين وابنتين. وقد توفي ولدُه البِكر إياد بحادث، وفُجع برحيله ورثاه شعرًا ونثرًا. من ذلك قصيدة له بعنوان (دمعة والد)، نشرها في مجلة البيان الكويتية، بتاريخ 15 نوفمبر (تشرين الثاني) 1984. ومطلعها:
إلى أن يقول:

## وفاته وتأبينه
توفي الدكتور إحسان النص بدمشق، يوم الاثنين 13 شعبان 1433هـ الموافق 2 يوليو (تَمُّوز) 2012م، عن عمر ناهز أربعًا وتسعين سنة هجرية.
أقام له مجمع اللغة العربية بدمشق حفل تأبين، يوم الأربعاء 7 رجب 1434هـ الموافق 15 مايو (أيَّار) 2013م، في قاعة المحاضرات في المجمع، وألقيَ فيه عددٌ من الكلمات، هي:
- كلمة مجمع اللغة العربية ألقاها الأستاذ الدكتور مروان المحاسني رئيس المجمع.
- كلمة جامعة دمشق ألقاها الدكتور خالد الحلبوني عميد كلية الآداب.
- كلمة الموسوعة العربية ألقتها الأستاذة منى الحسن.
- كلمة أصدقاء الفقيد ألقاها الدكتور محمود الربداوي.
- كلمة تلامذة الفقيد ألقاها الدكتور عبد النبي اصطيف.
- كلمة آل الفقيد ألقاها بالنياية عنهم الدكتور مروان المحاسني.[28]

## الملاحظات
1. ↑  ذكر الدكتور شاكر الفحَّام في كلمته في حفل استقبال إحسان النص عضوًا في المجمع: أن النص وُلد عام 1919، على ما تقوله الوثيقة الرسمية، ولو لم تكن الوثيقة في تلك الأيام الخاليات دقيقة ولا صحيحة. وتابعه على هذا التاريخ الأستاذ مروان البواب في كتابه "أعلام مجمع اللغة العربية في مئة عام" ص242، وعاد فجعله عام 1921 في ص409، في ملحق نوَّاب رؤساء المجمع. والتاريخ المذكور 1921 هو الذي ذكره إحسان النص نفسه في الحوار الذي أجراه معه عادل أبو شنب في مجلة المعرفة الدمشقية العدد (514) يوليو 2006، وفي السيرة التي زوَّد بها الأستاذَ عبد الغني العطري، واعتمدها في كتابه "حديث العبقريات" ص166.
2. ↑  ذكر الصوَّاف في "موسوعة الأسر الدمشقية" 3/ 598: أنه تخرَّج في كلية الحقوق في دمشق! وهو خطأ.
3. ↑   في بعض المراجع حصل على الأستاذية عام 1973.
4. ↑  في بعض المراجع عُيِّن عميدًا لكلية الآداب عام 1975.
5. ↑  انتُقد كتابه هذا، وأُخِذت عليه مآخذُ علمية! فنشر الدكتور يحيى مير علم بحثًا في نقده بعنوان (نظرات في قواعد الإملاء) في مجلة الدراسات اللغوية، مركز الملك فيصل للبحوث والدراسات الإسلامية، الرياض، المجلد 8، العدد 4، ص131- 194، شوال- ذو الحِجَّة سنة 1427هـ/ أكتوبر- ديسمبر 2006م. وبعد صدور بحثه أوقف المجمع توزيع الكتاب! ثم أصدر طبعة ثانية مصحَّحة ومنقَّحة للكتاب عام 2010، ولكن بقي فيه غيرُ قليل من المآخذ، فنشر الدكتور مير علم بحثًا جديدًا في نقد الطبعة الجديدة، في مجلة الدراسات اللغوية، المجلد 14، العدد 1، المحرَّم- ربيع الأول 1433هـ/ ديسمبر- فبراير 2012م، ص287- 350، وأعاد نشره في شبكة الألوكة بعنوان (قراءة في قواعد الإملاء).

## وصلات خارجية
- أرشيف الشارخ للمجلات الأدبية والثقافية العربية، مقالات إحسان النص (50 مقالة).
- أرشيف الشارخ للمجلات الأدبية والثقافية العربية، مقالات محمد إحسان النص (5 مقالات).